# Гриньо
Гриньо (итал. Grigno) — коммуна в Италии, располагается в области Трентино-Альто-Адидже, подчиняется административному центру Тренто.
Население составляет 2340 человек, плотность населения - 51 чел./км². Занимает площадь 46 км². Почтовый индекс — 38055. Телефонный код — 0461.
Покровителем коммуны почитается святой апостол Иаков Старший. Праздник ежегодно празднуется 25 июля.